# Howard Morrison

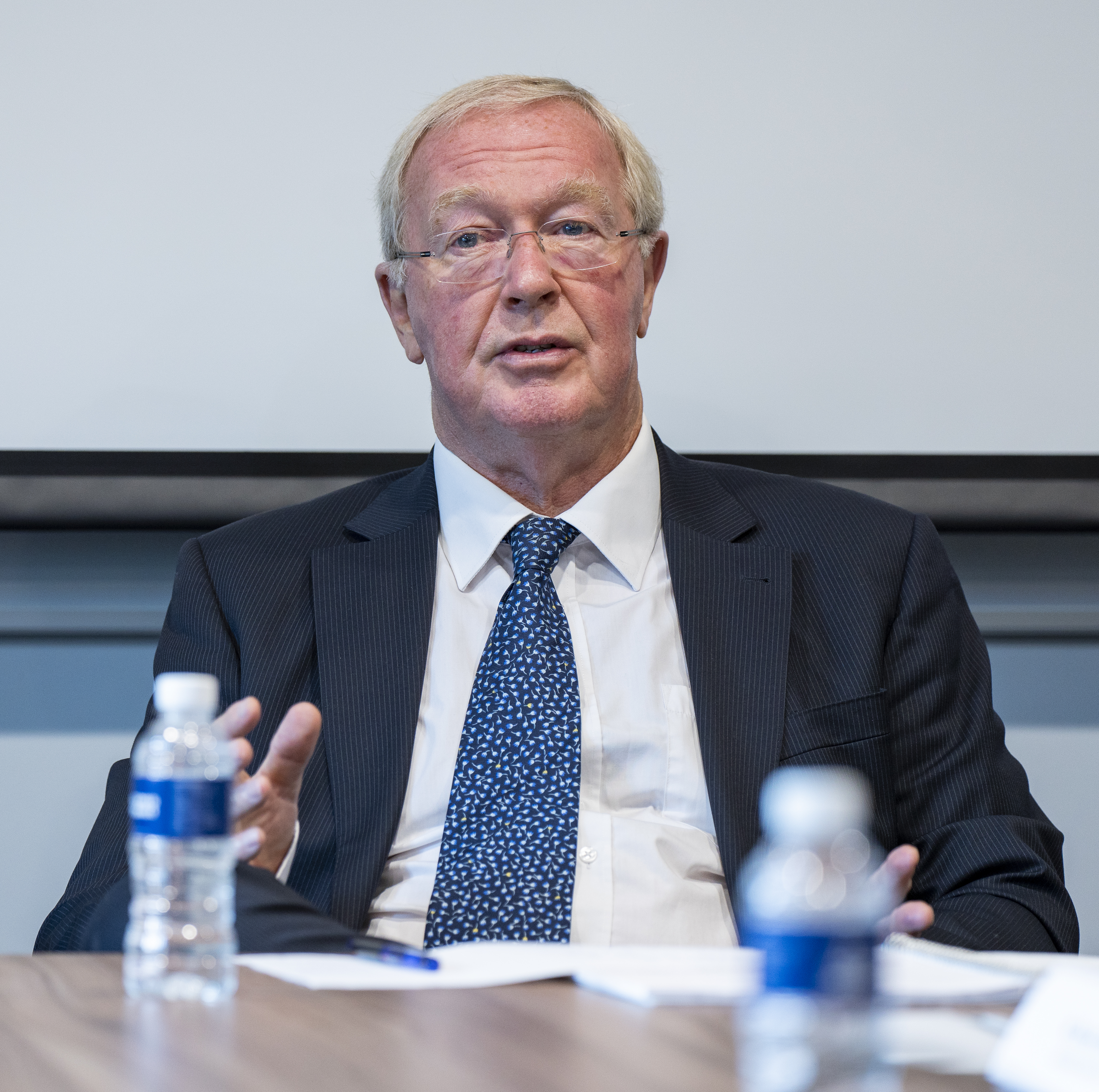
Howard Morrison

Sir Howard Andrew Clive Morrison KCMG, CBE, QC (* 20. Juli 1949), ist ein britischer Anwalt und war von 2012 bis 2021 ein Richter am Internationalen Strafgerichtshof mit Sitz in Den Haag, Niederlande.

## Juristische Karriere
Nachdem Morrison das weiterführende Studium an der Court School of Law beendet hatte, wurde er 1977 in die Anwaltskammer Gray’s Inn berufen, die ihn 2008 auch als Bencher berief. Von 1977 bis 1985 praktizierte er auf dem Midland und Oxford Circuit. Dies schloss die Arbeit an Militärgerichten im Vereinigten Königreich und in Deutschland mit ein. Im Jahr 1985 wurde er zum Resident Magistrate und dann Chief Magistrate von Fidschi und Senior Magistrate für Tuvalu ernannt. Im Jahr 1988 wurde er zum Attorney General von Anguilla mit besonderer Verantwortung für die rasche Verabschiedung der neuen Anti-Drogen-Gesetzgebung ernannt und erhielt einen OBE für Führungs- und Gerichtsverwaltungsdienste für die Justiz von Fidschi während komplexer Militärputsche. Er wurde als Anwalt in Fidschi zugelassen (1988) und an den Eastern Caribbean Supreme Court (1990) berufen. Er kehrte 1989 in das Vereinigte Königreich zurück, wo er auf dem Midland Circuit arbeitete. 1993 wurde er zum Assistant Recorder ernannt und 1997 erhielt er die Befugnis, straf-, privat- und familienrechtliche Fälle zu verhandeln. Er diente als Mitglied im Race Relations Committee und im Equal Opportunities Committee der Anwaltskammer und war ein starker Befürworter für die Ernennung von mehr weiblichen Kandidatinnen und mehr Kandidaten, die einer ethnischen Minderheit zugehörig sind.
Ab 1998 arbeitete er für die Verteidigung am Internationalen Strafgerichtshofs für Ruanda (ICTR) in Arusha, Tansania und am Internationalen Strafgerichtshof für das ehemalige Jugoslawien (ICTY) in Den Haag. 2001 wurde er zum Kronanwalt ernannt. Im Jahr 2004 beendete er die Arbeit bei den Kriegsverbrechertribunalen und wurde ein Vollzeit Circuit Judge, zuständig für Strafsachen. Im Jahr 2008 wurde er Senior Judge der Sovereign Base Areas of Cyprus (Akrotiri und Dekelia).
Er wurde im Jahr 2007 zum CBE ernannt für den Dienst am Völkerrecht.
Morrison wurde 2009 zum Richter des Sondertribunals für den Libanon ernannt, trat aber kurz darauf, nach seiner Ernennung zum Richter des Internationalen Strafgerichtshofs für das ehemalige Jugoslawien (ICTY), zurück. Er folgte Lord Bonomy nach.
Auf der 10. Tagung der Versammlung der Vertragsstaaten des Römischen Statuts des Internationalen Strafgerichtshof wählte man ihn als einen der sechs neuen Richter für den Internationalen Strafgerichtshof. Er war von 2012 bis 2018 und 2020 Präsident der Berufungsabteilung. Seine Amtszeit am Internationalen Strafgerichtshof endete 2021.
Am 26. Oktober 2015 wurde Morrison von Königin Elisabeth II. als ein Knight Commander
des Order of St. Michael and St. George (KCMG) für Dienste am Völkerrecht und Rechtsstaatlichkeit zum Ritter geschlagen.

## Weitere Ernennungen
Im Jahr 2007 war Morrison ein Holding Redlich Distinguished Visiting Fellow an der Monash University Rechtsfakultät. Er unterrichtet humanitäre Völkerrecht Europa, Afrika, dem Nahen Osten, den USA und Australien. Von 1996 bis 2002 war er Mitglied des Race Relations Committee der Anwaltskammer von England und Wales. Er ist Mitglied der International Bar Association, der Commonwealth Judges and Magistrates Association, dem British Institute of International and Comparative Law und des Beirats für das Journal of International Criminal Law. Er wurde 1991 zum Fellow der Royal Geographical Society (FRGS) ernannt. 2012 ernannte ihn die University of Leicester zum Professor ehrenhalber in der Fakultät Rechtswissenschaften und 2013 das Lauterpacht Centre for International Law, Cambridge University zum Senior Fellow. Im Juli 2014 wurde er von der Leicester Universität zum LL.D [Doctor of Laws] ausgezeichnet. Er war Gastdozent an 22 Universitäten weltweit.

## Weiterführende Links
- Website des Internationalen Strafgerichtshofs für das ehemalige Jugoslawien (englisch)

| Personendaten    | Personendaten                                                     |
| ---------------- | ----------------------------------------------------------------- |
| NAME             | Morrison, Howard                                                  |
| ALTERNATIVNAMEN  | Morrison, Sir Howard Andrew Clive (vollständiger Name)            |
| KURZBESCHREIBUNG | britischer Anwalt und Richter am Internationalen Strafgerichtshof |
| GEBURTSDATUM     | 20. Juli 1949                                                     |